# Bad Köstritz
Bad Köstritz település Németországban, azon belül Türingiában. Lakosainak száma 3672 fő (2023. december 31.). Bad Köstritz Silbitz és Hartmannsdorf községekkel határos.

## Népesség
A település népességének változása:
| Lakosok száma | 3628 | 3571 | 3513 | 3389 | 3365 | 3672 |
|               | 2015 | 2017 | 2019 | 2021 | 2022 | 2023 |